# Lieusaint (Sena y Marne)
 Lieusaint  es una población y comuna francesa, en la región de Isla de Francia, departamento de Sena y Marne, en el distrito de Melun y cantón de Combs-la-Ville.

## Demografía
| 720 | 800 | 657 | 510 | 5200 | 6365 |
| Para los censos de 1962 a 1999 la población legal corresponde a la población sin duplicidades (Fuente: INSEE [Consultar]) |     |     |     |      |      |